# トーマス・ブッシュネル
トーマス・ブッシュネル（英: Thomas Bushnell、1967年12月13日 - ）BSG、旧名マイケル・ブッシュネル（英: Michael Bushnell）は、ソフトウェア開発者、グレゴリオ聖職者である。彼はGNUの公式カーネルプロジェクトであるGNU Hurdの創設者であり、主要な設計者だった。Hurdの立ち上げから2003年11月まで公式メンテナーを務めた。以前はDebian開発者であり、2010年7月から2024年1月の解雇までGoogle LLCに勤務していた。カリフォルニア州グレンデールのセントマークス聖公会教会の会員である。

## 幼少期と教育
ブッシュネルは1967年12月13日にニューメキシコ州アルバカーキで生まれた。
ブッシュネルは1985年から1986年にかけてカーネギーメロン大学に1年間通い、その後ニューメキシコ大学に約2年間在籍した。その後、1999年にマサチューセッツ大学ボストン校を首席で卒業し、哲学と古典学の学士号を取得した。2007年にはカリフォルニア大学アーバイン校でボニー・ケントの指導の下、「Peter Abelard's Conception of the Good」と題する博士論文で博士号を取得した。

## ソフトウェア開発

### GNU Hurd
GNU Hurdカーネルは1990年にリリースされ、ブッシュネルが主任開発者を務めた。このカーネルはGNUオペレーティングシステムを完成させるために必要な最後の自由ソフトウェアとなるはずだった。しかし、プロジェクトはさまざまな理由で遅延した。その一因について、リチャード・ストールマンは「ブッシュネルがHurdをできるだけ早く動作させるのではなく、学んだことに基づいてコードの大部分を何度も再設計し、書き直した」と指摘している。ストールマンは「それは良い設計手法だったが、できるだけ早く動作するものを作るという我々の目標には適していなかった」と述べている。
ブッシュネルは2003年11月までHurdの公式メンテナーを務めていたが、その年、GNUプロジェクトのディスカッションメーリングリストで、GNU Free Documentation License を批判したことが原因でストールマンに解任されたと投稿した 。ストールマンは、解任の理由について、ブッシュネルが2001年以来あまり活動しておらず、メールにも返信していなかったためだと述べている。

### Goobuntu
ブッシュネルは以前、Googleが開発したUbuntuベースのLinuxディストリビューションであるGoobuntuに携わっていた。

## ストールマンに関するコメント
リチャード・ストールマンがフリーソフトウェア財団の会長とMITの役職を辞任した後、ブッシュネルはMediumに投稿し、ストールマンに同情しつつも、彼の辞任は自由ソフトウェアコミュニティにとって良いことだと述べた
。

## 関連リンク
- 公式ウェブサイト
- The Deeds of the Divine Augustus translated by Thomas Bushnell
- "Towards a New Strategy of OS Design" (HURDの設計概要)
- YouTube: Bushnell's talk about Goobuntu at NYLUG on 2012-11-08